# Irish League 1929-1930
L'Irish League 1929-1930 è stata la 36ª edizione della prima divisione del campionato nordirlandese di calcio.
Il campionato era formato da quattordici squadre e il Linfield vinse il titolo. Non vi furono retrocessioni.

## Classifica finale
| Pos. | Squadra        | G  | V  | N | P  | GF | GS | Punti |
| ---- | -------------- | -- | -- | - | -- | -- | -- | ----- |
| 1    | Linfield       | 26 | 19 | 4 | 3  | 94 | 46 | 42    |
| 2    | Glentoran      | 26 | 16 | 4 | 6  | 79 | 53 | 36    |
| 3    | Coleraine      | 26 | 14 | 4 | 8  | 66 | 47 | 32    |
| 4    | Belfast Celtic | 26 | 13 | 4 | 9  | 68 | 57 | 30    |
| 5    | Ballymena      | 26 | 13 | 3 | 10 | 65 | 46 | 29    |
| 6    | Bangor         | 26 | 12 | 5 | 9  | 61 | 58 | 29    |
| 7    | Derry City     | 26 | 12 | 5 | 9  | 52 | 55 | 29    |
| 8    | Glenavon       | 26 | 12 | 3 | 11 | 70 | 63 | 27    |
| 9    | Distillery     | 26 | 12 | 3 | 11 | 65 | 61 | 27    |
| 10   | Portadown      | 26 | 7  | 7 | 12 | 68 | 90 | 21    |
| 11   | Newry Town     | 26 | 9  | 1 | 16 | 51 | 66 | 19    |
| 12   | Ards           | 26 | 6  | 6 | 14 | 47 | 77 | 18    |
| 13   | Larne          | 26 | 5  | 3 | 18 | 47 | 77 | 13    |
| 14   | Cliftonville   | 26 | 5  | 2 | 19 | 40 | 77 | 12    |

G = Partite giocate; V = Vittorie; N = Nulle/Pareggi; P = Perse; GF = Goal fatti; GS = Goal subiti; 